# Austrougarska ratna mornarica
Austrougarska ratna mornarica bila je pomorski dio oružanih snaga Austro-Ugarske Monarhije. Službeno ime na njemačkom glasilo je kaiserliche und königliche Kriegsmarine (Carska i kraljevska ratna mornarica), poznatija pod kraticom K.u.K. Kriegsmarine. Mornarica Habsburške Monarhije je postojala prije uspostave Austro-Ugarske 1867. te je nastavila služiti sve do kraja Prvog svjetskog rata. Godine 1915. u K.u.K Kriegsmarine djelovalo je ukupno 33.735 mornaričkog osoblja, od čega su 34% bili Hrvati.

## Povijest

### Baze
Glavna austrijska baza bio je seearsenal (pomorski arsenal) u Puli, koji je posjedovao jedne od najvećih plutajućih suhih dokova na Mediteranu. U dodatne baze ubrajali su se luka Kotor, najjužnija točka Austro-Ugarskog Carstva, te Trst koji je dobrovoljno prihvatio habsburški suverenitet još 1382. godine. Trst i Pula bili su glavna sjedišta brodogradnje. Trst je također bio sjedište trgovačke linije Austrijskog Lloyda (osnovanog 1836. i kasnije nazvanog Lloyd Triestino), čije se sjedište nalazilo na uglu Piazze Grande i Sanite. Godine 1913. Austrijski Lloyd posjedovao je flotu od 62 broda koji su imali 236.000 tona.
Dok je Habsburška Monarhija u svom sastavu imala i dijelove sjverne Italije, Venecija je također imala austrijsko ratno brodogradilište, u kojem je 1860. porinuta topovnjača na brodski vijak Kerka (100 članova posade).  Mletačka 'lagunska flotila' austrijskih brodova bila je 1864. usidrena ispred crkve San Giorgio, a u njoj su bili topovnjača na brodski vijak Ausluger, parobrod na vijak Alnoch, i pet topovnjača na vijak tipa 1 do tipa 4.

### 19. stoljeće
Austrijski ratni bodovi svoje prvo vojno djelovanje obavili su 1840. kada su kao dio britanske ratne mornarice protjerali egipatskog potkralja Muhameda Alija iz otomanske Sirije. Godine 1863. bojni brod kraljevske ratne mornarice HMS Marlborough, zastavni brod admirala Fremantlea, učinili su prijateljski posjet Puli.
Tijekom pruskog i austrijskog napada na Schleswig-Holstein, tada vojvodstvima u Danskoj, kontraadmiral Wilhelm von Tegetthoff zapovijedao je austrijskom flotilom sa svojeg zastavnog broda na vijak SMS Schwarzenberg u pomorskoj akciji blizu Helgolanda 9. svibnja 1864. godine. Austrijska mornarica istakla se preventivnim udarom na ratnu luku Rimini tijekom austrijsko-pruskog rata.
Austrijska mornarica u istom ratu se proslavila u bitki kod Visa 20. srpnja 1866. To je bila odlučna pobjeda za austrijsku pomorsku silu pod zapovjedništvom kontraadmirala von Tegetthoffa nad nadmoćnijom talijanskom silom i prva velika europska pomorska bitka u kojoj su sudjelovali brodovi koji su koristili željezo i paru, te jedna od posljednjih koja je uključivala promišljeno probijanje brodskog trupa protivnika, zabijanjem vlastitog pramca u trup protivničkog broda.
Godine 1873. nova parna fregata SMS Laudon (480 članova posade) pridodana je floti koja je nastupila na Međunarodnoj izložbi ratnih mornarica blizu Gravose 1880. godine.

### Mirnodopsko vrijeme
Tijekom mirnodopskog razdoblja austrijski su brodovi posjetili Aziju, Sjevernu Ameriku, Južnu Ameriku i Tihi ocean. Kada je brat Franje Josipa prihvatio kobno meksičko prijestolje u travnju 1864. od Louisa Napoleona, postavši time Maksimilijan I. od Meksika, austrijski bojni brod SMS Novara prevezao ga je iz Jadrana do Vera Cruza uz pratnju fregata SMS Bellona (austrijska) i Themis (francuska). Maksimilijan je služio u austrijskoj mornarici kao admiral flote, a carska jahta Phantasie predvodila je povorku ratnih brodova iz njegova Schloß Miramar na otvoreno more. Godine 1869. car Franjo Josip putovao je na korveti SMS Viribus Unitis na otvaranje Sueskog kanala. Brod je nazvan prema njegovom osobnom geslu.
Austrougarski brodovi su također bili uključeni u istraživanje Arktika pri čemu su otkrili Zemlju Franje Josipa. Pomorska škuna Tegetthoff napustila je Tromsø u srpnju 1872. godine. Na kraju kolovoza ostala je zarobljena u ledu sjeverno od Novaje zemlje te je nošena do dotad nepoznatih polarnih predjela. Prilikom tog nošenja istraživači su otkrili otočje koje su nazvali po caru Franji Josipu I. U svibnju 1874. kapetan Payer odlučio je napustiti ledom okovani brod te se pokušao vratiti saonicama i brodicama. 14. kolovoza 1874. ekspedicija je stigla na otvoreno more, a 3. rujna je napokon stupila na rusko kopno.

### Ustanak na Kreti
Pri kraju 1876. izbio je ustanak na Kreti, a 21. siječnja 1897. grčka se vojska iskrcala na Kretu kako bi oslobodila otok od Otomanskog Carstva i ujedinila ga s Grčkom. Europske su sile, uključujući Austro-Ugarsku, intervenirale i proglasile Kretu međunarodnim protektoratom. Ratni brodovi K.u.K patrolirali su kretskim pomorjem tijekom blokade turskih pomorskih snaga. Kreta je ostala u neprirodnom položaju sve dok nije prepuštena Grčkoj 1913. godine.

### Bokserski ustanak
Austro-Ugarska je bila dio Saveza osam država tijekom Bokserskog ustanka u Kini (1899. – 1901.). Austrija je kao član savezničkih država poslala dva uvježbana broda i krstarice SMS Kaiserin und Koenigen Maria Theresa, SMS Kaiserin Elisabeth, SMS Aspern, i SMS Zenta sa skupniom mornara na sjevernokinesku obalu u travnju 1900. prilikom ustupanja Rusiji luke Port Arthur.
Oni su u lipnju pomogli zadržati tianjinsku željeznicu protiv bokserskih snaga, te su također pucali na nekoliko naoružanih džunki na rijeci Hai blizu Tong-Tcheoua. Također su odigrali ulogu u zauzimanju utvrda u Takuu zapovjedavši prilasku Tianjinu, a kapetan Roger Keyes s broda HMS Fame (1896) osvojio je četiri kineska razarača. Tijekom čitavog ustanka K.u.K. snage pretrpjele su samo neznatnu štetu. Nakon ustanka jedna je krstarica trajno zadržana u kineskoj postaji, a odred mornara je postavljen u veleposlanstvu u Pekingu. Poručnik Georg Ritter von Trapp, koji se proslavio mjuziklom Moje pjesme, moje snovi, odlikovan je za hrabrost na palubi SMS Kaiserin und Koenigen Maria Theresa tijekom ustanka.

### Balkanski ratovi
Tijekom Prvog balkanskog rata Austro-Ugarska se pridružila Njemačkoj, Francuskoj, Ujedinjenom Kraljevstvu i Italiji u blokadi pomorskog lučkog grada Bara u Kraljevini Crnoj Gori.

### Prvi svjetski rat
Austrougarska ratna mornarica djelovala je u nekoliko akcija tijekom Prvog svjetskog rata, a prije ulaska Italije u rat većinu je vremena provela u svojoj glavnoj mornaričkoj bazi u Puli, Hrvatska. Nakon talijanske objave rata upravo je razlog njenog postojanja privezao talijansku i francusku ratnu mornaricu na Mediteranu tijekom trajanja rata.
Dana 15. svibnja 1915., kad je Italija objavila rat Austro-Ugarskoj, Austrougarska ratna mornarica je napustila svoje luke u Puli, Šibeniku i Kotoru kako bi bombardirala istočnu talijansku obalu između Venecije i Barlette. Glavni ciljevi bili su gradovi Ancona, Rimini, Vieste, Manfredonia, Barletta te mostovi i željezničke pruge duž obale. Sve do 1917. Austrougarska ratna mornarica ostala je uglavnom neoštećena.
Nazočnost triju Antantinih mornarica na Sredozemlju učinila je bilo kakve mjere koordinacije i uobičajene doktrine izvanredno teškima. Jadransko more je bilo podijeljeno na jedanaest zona od kojih su četiri bile pod britanskom mornaričkom upravom, četiri pod francuskom i tri pod talijanskom. Različite zapovjedne strukture, nacionalni ponos i jezična barijera doprinijeli su nedostatku kohezije u primjeni Antantine pomorske sile, stvorivši situaciju u kojoj su cvali napadi njemačkih i austrougarskih podmornica na brodove. Primjer nedostatka koordinacije bilo je potapanje talijanskog transportnog broda Minas koji je prevozio talijanske trupe iz Italije u Solun. Brod je torpediran u jednoj od britanskih zona u veljači 1917. s gubitkom od 870 života jer Britanci nisu razumjeli poruku pa su izostali pomoći talijanskom razaraču koji se okrenuo oko zonalne barijere.

#### Bitka kod Drača
U prosincu 1915. skvadron K.u.K. krstarica pokušao je napasti srpske trupe koje su se evakuirale iz Albanije. Nakon potapanja francuske podmornice i bombardiranja grada Drača skvadron je naletio na minsko polje u kojem je potopljen jedan razarač, dok je jedan oštećen. Sljedećeg dana skupina je naletila na skvadron britanskih, francuskih i talijanskih krstarica i razarača. Posljedica bitke bila su dva potopljena austrijska razarača i lakša šteta na još jednom, dok su Antantini ratni brodovi pretrpjeli tek neznatnu štetu.
Na konferenciji triju sila 28. travnja 1917. na Krfu raspravljalo se o ofenzivnijoj strategiji na Jadranu, ali Talijani nisu bili spremni razmotriti bilo kakve operacije s velikim brodovima uzimavši u obzir veličinu Austrougarske ratne mornarice. Britanci i Francuzi bili su protiv jednostranih poteza protiv Austro-Ugara, posebice ako je to značilo sveobuhvatnu bitku. Austrijanci pak nisu bili neaktivni pa su čak tijekom održavanja same konferencije Antante planirali ofenzivnu operaciju protiv otrantske baraže.

#### Bitka u Otrantskim vratima
Kroz 1917. Jadransko more ostalo je ključno u podmorničkom ratovanju na brodove na Mediteranu. Kotor, nekih 140 milja sjeverno od uskog Otrantskog prolaza, bio je glavna podmornička baza iz kojeg je dolazila gotovo čitava prijetnja mediteranskom brodovlju. Otrantska baraža, koju je Antanta načinila sa 120 plovila i koristili kao mreže povlakuše i 30 motornih brodica, sve opremljene dubinskim nabojima, bila je osmišljena radi zaustavljanja prolaska podmornica iz Kotora. Njena je namjera ipak bila neuspješna pošto su od njenog postavljanja 1916. godine ulovljene samo dvije podmornice, austrijska U-VI i njemačka UB-44 od stotine mogućih prolaska.
Baraža je ipak bila učinkovita u zadržavanju austrougarske površinske flote koja nije mogla napustiti Jadransko more. Osim toga, kako je rat odmicao opskrba, posebno ugljena, bila je sve teža, a i dodatni strah od mina ograničio je Austrougarsku ratnu mornaricu na bombardiranje talijanske morske i srpske riječne obale.
Na baražu su izvršena četiri manja austrougarska napada: 11. ožujka, 21. i 25. travnja, te 5. svibnja 1917., ali nijedan od njih nije učinio ništa značajno. Nakon toga su napravljene opsežne pripreme, a dvije podmornice opremljene su kako bi položile mine blizu Brindisija, dok je treća vršila ophodnju na izlazima u slučaju da anglo-talijanske snage budu povučene tijekom napada. Čitava operacija bila je tempirana za noć 14./15. svibnja što je dovelo do najveće bitke Austrougarske ratne mornarice u Prvom svjetskom ratu, bitke kod Otrantskih vrata.
Prvi austrougarski ratni brodovi koji su izvršili napad bila su dva razarača, SMS Czepel i SMS Balaton. Talijanski konvoj od tri broda ispraćen razaračem Borea približavao se Valoni kada su se iz mraka Austrijanci obrušili na njih. Borea je ostavljena u potapanju. Od tri trgovačka broda jedan je, nakrcan streljivom, pogođen i dignut u zrak, drugi je zapaljen, a treći pogođen. Dva austrijska razarača zatim su otplovila na sjever.
U međuvremenu su tri austrougarske krstarice pod vrhovnim zapovjedništvom kapetana Miklosa Horthyja, SMS Novara, SMS Saida i SMS Helgoland, zapravo prošle pored patrole četiriju francuskih razarača sjeverno od baraže koji su mislili da se radi o prijateljskim brodovima. Tada su zaplovile kroz baražu prije nego što su se okrenule i napale je. Svaka austrijska krstarica preuzela je jednu trećinu linije te su započeli polagano i sustavno razarati baražu sa svojim 4 inčnim topovima prisilivši Antantine mornare na palubi na brzo napuštanje njihovih brodova.
Tijekom ove bitke Antanta je izgubila dva razarača, 14 parobroda i jednu jedrilicu dok je Austrougarska ratna mornaica pretrpila samo manju štetu (Novarine parne opskrbne cijevi oštetila je granata) i nekoliko gubitaka. Austrougarska ratna mornarica vratila se u svoje baze na sjeveru radi popravka i opskrbe, a Antanta je morala ponovo izgraditi blokadu.

#### Pobuna iz 1918.
U veljači 1918. započela je pobuna u 5. floti stacioniranoj u mornaričkoj bazi u Kotorskom zaljevu. Mornari na, kako se govori, gotovo 40 brodova pridružili su se pobuni tražeći bolje uvjete i završetak rata. Pobuna se nije uspjela proširiti izvan Kotora te je za tri dana stigao odani mornarički odred. Zajedno s obalnim bitnicama odred je ispalio nekoliko granata na pobunjeničke brodove, nakon čega su ih zauzeli Kraljevski austrijski marinci u kratkoj i uspješnoj borbi. Oko 800 mornara je zatvoreno, oko 100 ih je izvedeno pred vojni sud, a vođe pobune Čeh František Raš i Hrvati Antun Grabar, Jerko Šižgorić i Mate Brničević su strijeljani.

#### Završnica Prvog svjetskog rata
Drugi pokušaj slamanja otrantske blokade zbio se u lipnju 1918. pod zapovjedništvom kontraadmirala Horthyja. Iznenadni napad bio je isplaniran ali je talijanski torpedni čamac uočio flotilu i ispalio dva torpeda pogodivši jednog od četiriju austrijskih dreadnoughta SMS Szent István. Izgubljeni element iznenađenja naveo je Horthyja da prekine svoj napad. Posada je učinila ogromne napore kako bi sačuvali Szent Istvana koji je pogođen ispod crte vode, pa ga je Tegetthoff uzeo u tegljenje. Odmah nakon 6 sati ujutro, pošto crpke nisu bile dovoljne za zadatak, brod je bio u takvom stanju da je napušten nakon čega je ubrzo potonuo.
Početkom studenog 1918., u namjeri izbjegavanja pada flote u ruke pobjednicima, austrougarski je car i kralj Karlo I. dao čitavu Austrougarsku ratnu mornaricu i trgovačku flotu sa svim lukama, arsenalima i obalnim utvrdama Narodnom vijeću nove Države Slovenaca, Hrvata i Srba. Oni su zauzvrat poslali diplomatske note vladama Francuske, Ujedinjenog Kraljevstva, Italije, SAD-a i Rusije kako bi ih obavijestili da Država SHS nije bila u ratu s bilo kojom od njih i da je Vijeće preuzelo čitavu austrougarsku flotu. Mornaricu su ipak na njenim sidrištima napale talijanska Regia Marina i francuska ratna mornarica. Nakon rata brodovi su podijeljeni između zemalja Antante, dok je nova Mornarica Kraljevine SHS dobila samo manji dio, uglavnom drugorazrednih i zastarjelih brodova. Neki brodovi koje su preuzele mornarice Antante, poput novog dreadnoughta Prinz Eugen, korišteni su u vježbama ciljanja na Atlantiku.

#### Izgubljeni brodovi
| Godina  | 1914.                             | 1915.                          | 1916.   | 1917.                       | 1918.                                         |
| ------- | --------------------------------- | ------------------------------ | ------- | --------------------------- | --------------------------------------------- |
| Brodovi | SMS Kaiserin Elizabeth, SMS Zenta | U12, U3, SMS Lika, SMS Triglav | U6, U16 | U30, SMS Wildfang, SMS Wien | U23, SMS Streiter, U20, U10, SMS Szent Istvan |
| Izvor:  |                                   |                                |         |                             |                                               |

## Pomorski problemi
Osim razdoblja prije bitke kod Visa vojskom kontrolirano austrijsko Ministarstvo rata nadziralo je troškove ratne mornarice. Ne iznenađuje činjenica da je Austrougarska ratna mornarica bila malo zaostala u razmišljanju. Problemi mornarice bili su još više pogoršani uz jedanaest različitih etničkih skupina koje su činile Austro-Ugarsko Carstvo. Časnici su trebali govoriti najmanje četiri jezika prisutna u Carstvu. Nijemci i Česi su općenito bili na dužnostima u strojarnici i signalnoj sobi, Mađari su bili topnici dok su Hrvati i Talijani bili mornari i ložači. Dvojna priroda države u kojoj je austrijski car istovremeno bio ugarsko-hrvatski kralj odražavala se u imenu ratne mornarice, koja je službeno bila c(es)arska i kraljevska (njem. Kaiserlich und königlich, "K. u K."). Osim problema koji su se ticali teškoće učinkovitog komuniciranja unutar takve višejezične vojske, dizajn carskih ratnih brodova bio je općenito manji i nekako manje sposoban od ratnih brodova europskih sila.[nedostaje izvor]
20. listopada 1897. bečka je vlada odlučila u ratnu mornaricu uvesti hrvatski jezik kao službeni jezik umjesto talijanskog (sama se odluka nije u potpunosti ostvarila). Ta odluka kojom se hrvatski jezik izdigao na višu razinu, koja je pravedno odražavala važnost hrvatskog jezika, nije bilo radi austrijske brige za hrvatski jezik, nego zato što im je to bilo sredstvo kojim bi u Dalmaciju uvele njemački kao službeni jezik a suzbilo utjecaj talijanskog, jezika susjedne države, nove supersile koja je imala otvorene teritorijalne pretenzije na Austro-Ugarsku.

## Europska pomorska utrka u naoružanju
Među mnogim čimbenicima koji su pokrenuli Prvi svjetski rat bila je pomorska utrka u naoružanju između Velike Britanije i Carske Njemačke. Ipak, to nije bila jedina europska pomorska utrka u naoružanju. Austro-Ugarsko Carstvo i Kraljevina Italija utrkivale su se međusobno za vladavinu nad Jadranskim morem. Velika Britanija već je preuzela vodstvo u europskoj utrci: bojni brod HMS Dreadnought dovršen je 1906. te je bio toliko napredan, da su neki smatrali da sve prethodne bojne brodove treba označiti zastarjelima, iako su Britanija i ostale zemlje ipak istodobno zadržale pre-dreadnoughte u službi.
Austrougarski mornarički konstruktori, svjesni neizbježne premoći svih vrsti dizajna velikotopnih dreadnoughta, predstavili su svoj slučaj Mornaričkom odsjeku Carskog ministarstva rata (Marinesektion des Reichskriegsministeriums) u Beču koje je 5. listopada 1908. donijelo odluku o gradnji vlastitih dreadnoughta. Prvi ugovor sklopljen je s 'Werft das Stabilimento Tecnico Triestino (STT)', a mornaričko naoružanje osigurala je Škoda iz Plzeňa. Mornarički proračun za 1910 bio je sadržajno proširen kako bi omogućio glavne prepravke postojeće flote i više dreadnoughta. Bojne brodove SMS Tegetthoff i SMS Viribus Unitis porinuo je nadvojvoda Franjo Ferdinand u Trstu uz veliko veselje 24. lipnja 1911. i 21. ožujka 1912. Nakon njih uslijedili su SMS Prinz Eugen i SMS Szent Istvan. Ovi bojni brodovi, konstruirani kasnije od mnogih ranijih britanskih i njemačkih dreadnoughta, bili su značajno ispred u nekim aspektima dizajna, posebice u odnosu na francuske i talijanske mornarice, te su imali Marconijeve bežične sobe kao i protuzračno naoružanje. Govori se da su to bili prvi bojni brodovi na svijetu opremeljeni torpednim lanserima ugrađenim na njihove pramce. Između 22. i 28. svibnja 1914. Tegetthoff, praćen Viribus Unitisom, načinio je ljubazni posjet britanskoj mediteranskoj floti na Malti.
Među europskim državama Carska Njemačka je usavršavala svoju ratnu mornaričku infrastrukturu, gradila je nove suhe dokove, te je proširila Kielski kanal kako bi omogućila prolaz većim brodovima. Carska Rusija je također započela gradnju nove moderne ratne mornarice nakon svog poraza u Rusko-japanskom ratu. Britanska kraljevska mornarica, sa svojom velikom političkom podrškom, usprkos svemu trpjela je od nedostatka dalekovidnosti, a njezini konstruktori bojnih brodova radili su uz ograničenja dužine, širine i tonaže koje im je nametala ograničena veličina postojećih postrojenja.

## Austrijske mornaričke zračne snage
Prva sredstva za uspostavu mornaričkog zrakoplovstva osigurana su već 1911.godine kada je i osnovana prva Mornarička zrakoplovna postaja u Puli na otoku Sv.Katarina, gdje se eksperimentira s hidroavionima domaće izrade. U travnju 1913. godine Austrougarska mornarica je već koristila hidroavione u vojne svrhe, izviđanje, fotografiranje i dostavu poruka uzduž obale.
U kolovozu 1916. formalno je osnovano Kraljevsko mornaričko zrakoplovstvo ili K.u.K. Seeflugwesen. Godine 1917. promijenilo je naziv u K.u.K. Seefliegerkorps. Zračne su snage djelovale na sljedećim zračnim lukama u Albaniji i južnoj Dalmaciji: Berat, Kavaja, Tirana, Skadar i Igalo. Postojala je i zračna luka u Podgorici u Crnoj Gori.
- Flik 1 - Igalo od lipnja - studenog 1918.
- Flik 6 - Igalo od studenog 1915. - siječnja 1916.
  - - Scutari od siječnja 1916. - lipnja 1917.
  - - Tirana od srpnja 1917. - lipnja 1918.
  - - Banja od lipnja - srpnja 1918.
  - - Tirana od lipnja - rujna 1918.
  - - Podgorica od rujna - studenog 1918.
- Flik 13 - Berat od kolovoza - rujna 1918.
  - - Kavaja od rujna - listopada 1918.

Sljedeći K.u.K skvadroni koji su služili u Feltreu jesu:
- Flik 11 - od veljače 1918.
- Flik 14 - od lipnja 1918. do studenog 1918.
- Flik 16 - od studenog 1917. - listopada 1918.
- Flik 31 - od lipnja - srpnja 1918.
- Flik 36 - od lipnja - srpnja 1918.
- Flik 39 - od siječnja - svibnja 1918.
- Flik 45 - tijekom travnja 1918.
- Flik 56 - tijekom prosinca 1917.
- Flik 60J - od ožujka - rujna 1918.
- Flik 66 - od siječnja 1918. - studenog 1918.
- Flik 101 - tijekom svibnja 1918.

Feltru su zauzele austrijske snage 12. studenog 1917. U blizini su se nalazile druge dvije K.u.K zračne luke, kod Arsija and Fonzasa. Glavna mornarička zrakoplovna postaja za K.u.K.  nalazila se u Feltri.  K.u.K. Seeflugwesen je uglavnom koristio modificirane njemačke zrakoplove, ali je razvio i nekoliko vlastitih varijacija. Poznati zrakoplovi za službu bili su sljedeći:
- Fokker A.III
- Fokker E.III
- Hansa-Brandenburg B.I
- Hansa-Brandenburg D.I
- Aviatik D.I
- Albatros D.III
- Phönix D.I
- Fokker D.VII

## Slavno osoblje
- Wilhelm von Tegetthoff - austrijski admiral iz sredine 19. stoljeća
- Miklós Horthy - mađarski admiral iz Prvog svjetskog rata; regent Mađarske sve do 1944.
- Georg Ritter von Trapp - austrijski podmornički časnik; glava pjevačke obitelji Von Trapp koja se proslavila filmom Moje pjesme, moji snovi

## Vrhovni zapovjednici Austrougarske ratne mornarice
- Ludwig von Fautz, VAdm. (1860 - 1865)
- Wilhelm von Tegetthoff, VAdm. (ožujak 1865. - travanj 1871.)
- Friedrich von Pöck, Adm. (travanj 1871. - studeni 1883.)
- Maximilian Daublebsky von Sterneck, Adm. (studeni 1883. - prosinac 1897.)
- Hermann von Spaun, Adm. (prosinac 1897. - listopad 1904.)
- Rudolf Montecuccoli, Adm. (listopad 1904. - veljača 1913.)
- Anton Haus, Adm./GAdm. (veljača 1913. - veljača 1917.)
- Maximilian Njegovan, Adm. (travanj 1917. - veljača 1918.)

## Vrhovni zapovjednici Flote (1914. – 1918.) (Flottenkommandant)
- Anton Haus, Adm./GAdm (srpanj 1914. - veljača 1917.)
- Maximilian Njegovan, Adm. (veljača 1917. - veljača 1918.)
- Miklós Horthy, KAdm./VAdm. (veljača 1918. - studeni 1918.)

## Načelnici Mornaričkog odjela (Chef der Marinesektion)
- Ludwig von Fautz, VAdm. (1865-1868)
- Wilhelm von Tegetthoff, VAdm. (ožujka 1868. - travanj 1871.)
- Friedrich von Pöck, Adm. (listopad 1872. - studeni 1883.)
- Maximilian Daublebsky von Sterneck, Adm. (studeni 1883. - prosinac 1897.)
- Hermann von Spaun, Adm. (prosinac 1897. - listopad 1904.)
- Rudolf Montecuccoli, Adm. (listopad 1904. - veljača 1913.)
- Anton Haus, Adm./GAdm. (veljača 1913. - veljača 1917.)
- Karl Kailer von Kaltenfels, VAdm. (veljača 1917. - travanj 1917.)
- Maximilian Njegovan, Adm. (travanj 1917. - veljača 1918.)
- Franz von Hulob, VAdm. (veljača 1918. - studeni 1918.)

## Više informacija
- popis brodova Austrougarske ratne mornarice
- popis austrijskih podmornica
- jadransko bojište u Prvom svjetskom ratu
- mediteranski pomorski angažmani tijekom Prvog svjetskog rata
- pobuna mornara u Boki kotorskoj

### Vojni objekti u Hrvatskoj
- Mornarička akademija u Rijeci
- Mornarička vojarna u Puli

## Vanjske poveznice
- Postanak Austrougarske ratne mornarice - Kronologija
- K.u.K. Kriegsmarine  Arhivirana inačica izvorne stranice od 4. kolovoza 2009. (Wayback Machine) - oznake časničkih činova u Austrougarskoj ratnoj mornarici
- Slabosti mornarice 1914.  Arhivirana inačica izvorne stranice od 15. studenoga 2013. (Wayback Machine)
- Društvo za proučavanje prošlosti Carske i kraljevske mornarice (K.u.k. Marine)  Arhivirana inačica izvorne stranice od 26. lipnja 2009. (Wayback Machine) "Viribus unitis" - Pula
- Austrougarska ratna mornarica u Prvom svjetskom ratu, 1914-18 uključujući gubitak brodova
- Austrougarski mornarički odredi, 1914.
- Austrougarska dunavska flotila 1914.
- Austrougarska podmornička sila
- Viribus Unitis